# Degrón

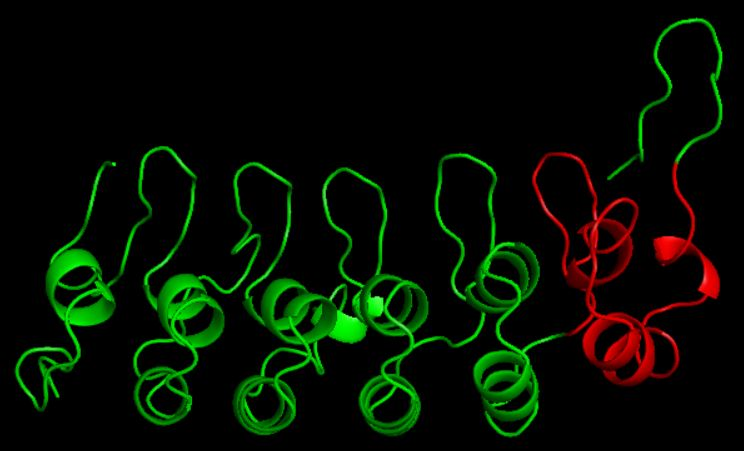
Se muestra en verde IkBa, el inhibidor de NF-κB y regulador del sistema inmunológico. La región roja corresponde a un degrón independiente de ubicuitina

Un degrón es una porción de una proteína que está involucrada en la regulación de las tasas de degradación de las proteínas. Los degrones conocidos incluyen secuencias cortas de aminoácidos, motifs estructurales. y aminoácidos expuestos (a menudo lisina o arginina) ubicados en cualquier parte de la proteína. De hecho, algunas proteínas pueden incluso contener varios degrones Los degrones están presentes en una variedad de organismos, desde los N-degrones caracterizados por primera vez en la levadura hasta la secuencia PEST de la ornitina descarboxilasa de ratón. Se han identificado degrones en procariotas y eucariotas. Si bien hay muchos tipos de degrones diferentes y un alto grado de variabilidad incluso dentro de estos grupos, los degrones son similares por su participación en la regulación de la velocidad de degradación de una proteína. Al igual que los mecanismos de degradación de proteínas (proteólisis) se clasifican por su dependencia o falta de la ubicuitina, una pequeña proteína involucrada en la degradación proteasomal, los degrones pueden denominarse como "dependientes de ubicuitina" o “independientes de ubicuitina”

## Tipos
Los degrones dependientes de ubicuitina se denominan así porque están implicados en el proceso de poliubicuitinación que dirige a la proteína al proteasoma. En algunos casos, el propio degrón sirve como sitio para la poliubicuitinación, como se observa en las proteínas TAZ y β-catenina. Debido a que no siempre se conoce el mecanismo exacto por el cual un degrón participa en la poliubicuitinación de una proteína, los degrones se clasifican como dependientes de ubicuitina si su eliminación de la proteína conduce a una menor ubicuitinación o si su adición a otra proteína conduce a una mayor ubicuitinación.
Por otro lado, los degrones independientes de ubicuitina no son necesarios para la poliubicuitinación de su proteína. Por ejemplo, el degrón en IkBa, una proteína involucrada en la regulación del sistema inmunológico, no demostró estar involucrado en la ubicuitinación ya que su adición a la proteína verde fluorescente (GFP) no aumentó la ubicuitinación. Sin embargo, un degrón solo puede insinuar el mecanismo por el cual se degrada una proteína por lo que identificar y clasificar un degrón es solo el primer paso para comprender el proceso de degradación de su proteína.

## Identificación

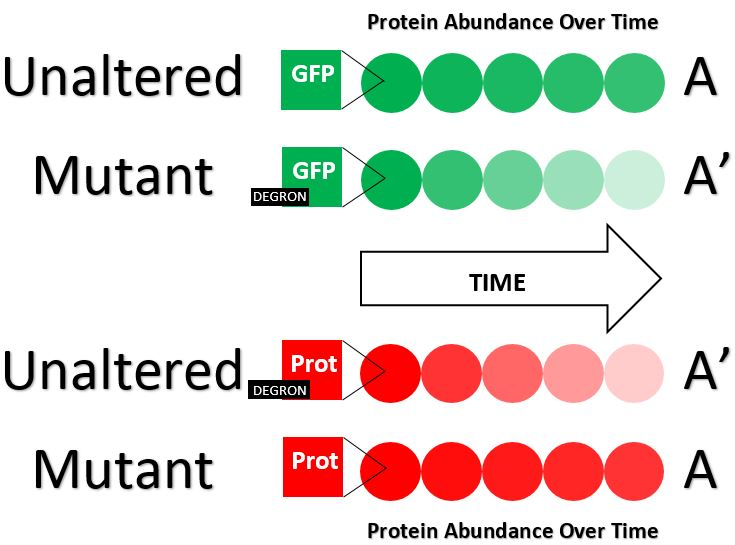
Se muestra un diagrama que representa dos procedimientos de identificación de degrón descritos en el texto. En el primer procedimiento (verde), la forma inalterada de la proteína permanece abundante con el tiempo, mientras que la forma mutante que contiene un degrón candidato disminuye rápidamente. En el segundo procedimiento (rojo), la forma inalterada de una proteína que contiene el candidato degrón disminuye rápidamente con el tiempo, mientras que la forma mutante despojada de su degrón permanece abundante. A 'versus A se utilizan para anotar las formas de proteína que contienen el degrón frente a las que no contienen el degrón.

Para identificar una porción de una proteína como un degrón se suelen realizan tres pasos. Primero, el candidato degrón se fusiona con una proteína estable, como GFP, y se comparan las abundancias de proteínas a lo largo del tiempo entre la proteína inalterada y la fusión (como se muestra en verde). Si el candidato es efectivamente un degrón, entonces la abundancia de la proteína de fusión disminuirá mucho más rápido que la de la proteína inalterada. En segundo lugar, una forma mutante de la proteína degrón es diseñada de tal manera que carece del candidato degrón. Al igual que antes, la abundancia de la proteína mutante a lo largo del tiempo se compara con la de la proteína inalterada (como se muestra en rojo). Si el candidato degrón eliminado es de hecho un degrón, entonces la abundancia de proteína mutante disminuirá mucho más lentamente que la de la proteína inalterada Cabe recordar que los degrones a menudo se denominan "dependientes de ubicuitina" o "independientes de ubicuitina". El tercer paso a menudo se realiza después de uno o los dos pasos anteriores, ya que sirve para identificar la dependencia de ubicuitina o la falta de una degrón identificado. En este paso, se examinarán las proteínas A y A '(idénticas en todos los aspectos excepto la presencia de degrón en A'). Se debe tomar en cuenta que aquí se pueden realizar procedimientos de mutación o fusión, por lo que A es una proteína como GFP y A 'es una fusión de GFP con el degrón (como se muestra en verde) o A' es la proteína del degrón y A es una forma mutante sin el degrón (como se muestra en rojo). Se debe medir la cantidad de ubicuitina unida a A y A'  Un aumento significativo en la cantidad de ubicuitina en A 'en comparación con A sugerirá que el degrón es dependiente de ubicuitina